# Chlorogomphus campioni
Chlorogomphus campioni là loài chuồn chuồn trong họ Chlorogomphidae. Loài này được Fraser mô tả khoa học đầu tiên năm 1924. Nó chỉ được biết đến từ Western Ghats của Ấn Độ. Sự phân bố của loài này bị hạn chế ở South Canara và Kodagu ở Karnataka, Malabar ở Kerala và Nilgris ở Tamil Nadu. Nó là một loài chuồn chuồn lớn với đầu khá rộng từ bên này sang bên kia và đôi mắt được tách ra vừa phải với màu xanh lục bảo. Ngực của nó có màu đen với ba sọc xiên màu vàng sáng. Đôi cánh của nó trong suốt màu nâu sẫm với đốm màu đen. Bụng màu đen với những mảng màu vàng. Màu sắc và dấu hiệu của con cái rất giống con đực.